# Pachycara sulaki
Pachycara sulaki är en fiskart som beskrevs av Anderson, 1989. Pachycara sulaki ingår i släktet Pachycara och familjen tånglakefiskar. Inga underarter finns listade i Catalogue of Life.